# Janów (Młodzieszyn)
Janów  [ˈjanuf] est un village polonais de la gmina de Młodzieszyn dans le powiat de Sochaczew et dans la voïvodie de Mazovie.
Il se situe à environ 6 kilomètres au sud-est de Młodzieszyn, à 5 kilomètres au nord de Sochaczew et à 52 kilomètres à l'ouest de Varsovie.
Sa population est de 525 habitants.